# Modernizacja pojazdu kolejowego
Modernizacja pojazdu kolejowego – prace modyfikacyjne w pojeździe kolejowym, które zmieniają przeznaczenie pojazdu lub poprawiają jego ogólne osiągi techniczne, a w szczególności:
- charakterystykę trakcyjną,
- prędkość maksymalną,
- moc,
- zdolność do zasilania w różnych systemach[1].

| Pojazd przed modernizacją | Pojazd przed modernizacją | Pojazd przed modernizacją | Pojazd po modernizacji | Pojazd po modernizacji  | Pojazd po modernizacji |
| Zdjęcie                   | Producent                 | Seria lub typ             | Zdjęcie                | Modernizator            | Seria lub typ          |
| ------------------------- | ------------------------- | ------------------------- | ---------------------- | ----------------------- | ---------------------- |
|                           | HCP                       | 303E                      |                        | ZNTK Oleśnica           | 303Ea                  |
|                           | Pafawag                   | 201E                      |                        | ZNLE Gliwice            | 201Em                  |
|                           | ŁTZ                       | M62                       |                        | Newag                   | 311D                   |
|                           | Fablok                    | 6D                        |                        | Newag                   | 18D                    |
|                           | Pafawag                   | EN57                      |                        | ZNTK „Mińsk Mazowiecki” | EN57AL                 |
|                           | HCP                       | 111A                      |                        | Pesa Bydgoszcz          | 162A                   |